# NGC 3853
NGC 3853 é uma galáxia elíptica (E) localizada na direcção da constelação de Leo. Possui uma declinação de +16° 33' 30" e uma ascensão recta de 11 horas, 44 minutos e 28,3 segundos.